# Coupe du monde de VTT 2018
Navigation
2017 2019
La Coupe du monde de VTT 2018 est la 28e édition de la Coupe du monde de VTT. Cette édition comprend trois disciplines : cross-country, cross-country eliminator et descente. Les épreuves de cross-country eliminator se déroulent indépendamment des épreuves de cross-country et de descente, en des lieux et des dates différents. Chaque discipline comporte sept manches.
L'UCI annonce une nouveauté pour cette année : chaque manche de cross-country en catégorie élite est désormais précédée d’une épreuve Short Track (XCC) dont les résultats octroient des points au général et servent à déterminer la grille de départ de la course.

## Programme
| #  | Pays           | Ville                | Date          | Cross-country | Descente |
| -- | -------------- | -------------------- | ------------- | ------------- | -------- |
| 1  | Afrique du Sud | Stellenbosch         | 10 mars       | •             |          |
| 2  | Croatie        | Losinj               | 21-22 avril   |               | •        |
| 3  | Allemagne      | Albstadt             | 18-20 mai     | •             |          |
| 4  | Tchéquie       | Nové Město na Moravě | 25-27 mai     | •             |          |
| 5  | Royaume-Uni    | Fort William         | 2-3 juin      |               | •        |
| 6  | Autriche       | Leogang              | 9-10 juin     |               | •        |
| 7  | Italie         | Val di Sole          | 6-8 juillet   | •             | •        |
| 8  | Andorre        | Vallnord             | 13-15 juillet | •             | •        |
| 9  | Canada         | Mont-Sainte-Anne     | 10-12 août    | •             | •        |
| 10 | France         | La Bresse            | 24-26 août    | •             | •        |

## Cross-country

### Hommes

#### Élites
| # | Date       | Lieu              | Vainqueur            | Deuxième             | Troisième            | Leader du général |
| - | ---------- | ----------------- | -------------------- | -------------------- | -------------------- | ----------------- |
| 1 | 10 mars    | Stellenbosch,     | Samuel Gaze          | Nino Schurter        | Maxime Marotte       | Samuel Gaze       |
| 1 | 10 mars    | Stellenbosch,     | 1 h 30 min 14 s      | + 1 s                | + 2 s                | Samuel Gaze       |
| 2 | 20 mai     | Albstadt,         | Nino Schurter        | Stéphane Tempier     | Mathieu van der Poel | Nino Schurter     |
| 2 | 20 mai     | Albstadt,         | 1 h 28 min 07 s      | + 16 s               | + 40 s               | Nino Schurter     |
| 3 | 27 mai     | Nove Mesto,       | Nino Schurter        | Anton Cooper         | Maxime Marotte       | Nino Schurter     |
| 3 | 27 mai     | Nove Mesto,       | 1 h 21 min 31 s      | + 0 s                | + 8 s                | Nino Schurter     |
| 4 | 8 juillet  | Val di Sole,      | Nino Schurter        | Gerhard Kerschbaumer | Mathieu van der Poel | Nino Schurter     |
| 4 | 8 juillet  | Val di Sole,      | 1 h 26 min 32 s      | + 6 s                | + 1 min 09 s         | Nino Schurter     |
| 5 | 15 juillet | Vallnord,         | Gerhard Kerschbaumer | Nino Schurter        | Mathieu van der Poel | Nino Schurter     |
| 5 | 15 juillet | Vallnord,         | 1 h 32 min 05 s      | + 1 min 13 s         | + 2 min 06 s         | Nino Schurter     |
| 6 | 12 août    | Mont-Sainte-Anne, | Mathias Flückiger    | Gerhard Kerschbaumer | Titouan Carod        | Nino Schurter     |
| 6 | 12 août    | Mont-Sainte-Anne, | 1 h 27 min 26 s      | + 15 s               | + 23 s               | Nino Schurter     |
| 7 | 26 août    | La Bresse,        | Nino Schurter        | Gerhard Kerschbaumer | Maxime Marotte       | Nino Schurter     |
| 7 | 26 août    | La Bresse,        | 1 h 26 min 25 s      | + 12 s               | + 1 min 32 s         | Nino Schurter     |

| Pos | Cycliste             | Pts  |
| --- | -------------------- | ---- |
| 1.  | Nino Schurter        | 1861 |
| 2.  | Mathieu van der Poel | 1355 |
| 3.  | Maxime Marotte       | 1242 |
| 4.  | Henrique Avancini    | 1213 |
| 5.  | Gerhard Kerschbaumer | 1154 |
| 6.  | Mathias Flückiger    | 993  |
| 7.  | Anton Cooper         | 978  |
| 8.  | Florian Vogel        | 962  |
| 9.  | Lars Forster         | 902  |
| 10. | Titouan Carod        | 867  |

| # | Date       | Lieu             | Vainqueur            |
| - | ---------- | ---------------- | -------------------- |
| 1 | 8 mars     | Stellenbosch     | non-disputé          |
| 2 | 18 mai     | Albstadt         | Mathieu van der Poel |
| 3 | 25 mai     | Nove Mesto       | Samuel Gaze          |
| 4 | 6 juillet  | Val di Sole      | Mathieu van der Poel |
| 5 | 13 juillet | Vallnord         | Henrique Avancini    |
| 6 | 10 août    | Mont-Sainte-Anne | Samuel Gaze          |
| 7 | 24 août    | La Bresse        | Mathieu van der Poel |

#### Espoirs
| # | Date       | Lieu             | Vainqueur        | Deuxième            | Troisième           | Leader du général |
| - | ---------- | ---------------- | ---------------- | ------------------- | ------------------- | ----------------- |
| 1 | 10 mars    | Stellenbosch     | Petter Fagerhaug | Ben Oliver          | Neïlo Perrin-Ganier | Petter Fagerhaug  |
| 2 | 20 mai     | Albstadt         | Joshua Dubau     | Antoine Philipp     | Jonas Lindberg      | Petter Fagerhaug  |
| 3 | 27 mai     | Nove Mesto       | Vlad Dascalu     | Filippo Colombo     | Alan Hatherly       | Petter Fagerhaug  |
| 4 | 8 juillet  | Val di Sole      | Petter Fagerhaug | Joshua Dubau        | Vlad Dascalu        | Petter Fagerhaug  |
| 5 | 15 juillet | Vallnord         | Joshua Dubau     | Antoine Philipp     | Filippo Colombo     | Petter Fagerhaug  |
| 6 | 12 août    | Mont-Sainte-Anne | Alan Hatherly    | Christopher Blevins | Jose Gerardo Ulloa  | Joshua Dubau      |
| 7 | 26 août    | La Bresse        | Petter Fagerhaug | Jofre Cullell       | Simon Andreassen    | Petter Fagerhaug  |

| Pos | Coureur          | Pts |
| --- | ---------------- | --- |
| 1.  | Petter Fagerhaug | 390 |
| 2.  | Joshua Dubau     | 360 |
| 3.  | Filippo Colombo  | 280 |
| 4.  | Antoine Philipp  | 220 |
| 5.  | Alan Hatherly    | 211 |

### Femmes

#### Élites
| # | Date       | Lieu              | Vainqueur              | Deuxième               | Troisième              | Leader du général |
| - | ---------- | ----------------- | ---------------------- | ---------------------- | ---------------------- | ----------------- |
| 1 | 10 mars    | Stellenbosch,     | Annika Langvad         | Pauline Ferrand-Prévot | Anne Tauber            | Annika Langvad    |
| 1 | 10 mars    | Stellenbosch,     | 1 h 33 min 14 s        | + 13 s                 | + 34 s                 | Annika Langvad    |
| 2 | 20 mai     | Albstadt,         | Jolanda Neff           | Yana Belomoyna         | Anne Tauber            | Jolanda Neff      |
| 2 | 20 mai     | Albstadt,         | 1 h 36 min 17 s        | + 2 min 16 s           | + 2 min 25 s           | Jolanda Neff      |
| 3 | 27 mai     | Nove Mesto,       | Annika Langvad         | Jolanda Neff           | Pauline Ferrand-Prévot | Jolanda Neff      |
| 3 | 27 mai     | Nove Mesto,       | 1 h 20 min 37 s        | + 1 s                  | + 47 s                 | Jolanda Neff      |
| 4 | 8 juillet  | Val di Sole,      | Maja Włoszczowska      | Emily Batty            | Jolanda Neff           | Jolanda Neff      |
| 4 | 8 juillet  | Val di Sole,      | 1 h 30 min 51 s        | + 9 s                  | + 30 s                 | Jolanda Neff      |
| 5 | 15 juillet | Vallnord,         | Gunn-Rita Dahle Flesjå | Jolanda Neff           | Emily Batty            | Jolanda Neff      |
| 5 | 15 juillet | Vallnord,         | 1 h 22 min 58 s        | + 25 s                 | + 47 s                 | Jolanda Neff      |
| 6 | 12 août    | Mont-Sainte-Anne, | Jolanda Neff           | Annika Langvad         | Emily Batty            | Jolanda Neff      |
| 6 | 12 août    | Mont-Sainte-Anne, | 1 h 29 min 27 s        | + 1 min 52 s           | + 2 min 06 s           | Jolanda Neff      |
| 7 | 26 août    | La Bresse,        | Jolanda Neff           | Emily Batty            | Annika Langvad         | Jolanda Neff      |
| 7 | 26 août    | La Bresse,        | 1 h 33 min 03 s        | + 5 s                  | + 27 s                 | Jolanda Neff      |

| Pos | Coureuse               | Pts  |
| --- | ---------------------- | ---- |
| 1.  | Jolanda Neff           | 1930 |
| 2.  | Annika Langvad         | 1743 |
| 3.  | Emily Batty            | 1305 |
| 4.  | Alessandra Keller      | 1275 |
| 5.  | Anne Tauber            | 1240 |
| 6.  | Maja Włoszczowska      | 1201 |
| 7.  | Pauline Ferrand-Prévot | 1086 |
| 8.  | Kate Courtney          | 1029 |
| 9.  | Gunn-Rita Dahle Flesjå | 860  |
| 10. | Elisabeth Brandau      | 856  |

| # | Date       | Lieu             | Vainqueur         |
| - | ---------- | ---------------- | ----------------- |
| 1 | 8 mars     | Stellenbosch     | non-disputé       |
| 2 | 18 mai     | Albstadt         | Annika Langvad    |
| 3 | 25 mai     | Nove Mesto       | Annika Langvad    |
| 4 | 6 juillet  | Val di Sole      | Annika Langvad    |
| 5 | 13 juillet | Vallnord         | Alessandra Keller |
| 6 | 10 août    | Mont-Sainte-Anne | Annika Langvad    |
| 7 | 24 août    | La Bresse        | Annika Langvad    |

#### Espoirs
| # | Date       | Lieu             | Vainqueur   | Deuxième      | Troisième     | Leader du général |
| - | ---------- | ---------------- | ----------- | ------------- | ------------- | ----------------- |
| 1 | 10 mars    | Stellenbosch     | Malene Degn | Sina Frei     | Evie Richards | Malene Degn       |
| 2 | 20 mai     | Albstadt         | Sina Frei   | Evie Richards | Malene Degn   | Sina Frei         |
| 3 | 27 mai     | Nove Mesto       | Sina Frei   | Malene Degn   | Marika Tovo   | Sina Frei         |
| 4 | 8 juillet  | Val di Sole      | Sina Frei   | Evie Richards | Malene Degn   | Sina Frei         |
| 5 | 15 juillet | Vallnord         | Sina Frei   | Malene Degn   | Evie Richards | Sina Frei         |
| 6 | 12 août    | Mont-Sainte-Anne | Sina Frei   | Evie Richards | Malene Degn   | Sina Frei         |
| 7 | 26 août    | La Bresse        | Sina Frei   | Evie Richards | Ronja Eibl    | Sina Frei         |

| Pos | Coureuse      | Pts |
| --- | ------------- | --- |
| 1.  | Sina Frei     | 610 |
| 2.  | Malene Degn   | 435 |
| 3.  | Evie Richards | 410 |
| 4.  | Marika Tovo   | 267 |
| 5.  | Lucie Urruty  | 183 |

## Cross-country eliminator

### Hommes
| # | Date         | Lieu       | Vainqueur         | Deuxième              | Troisième         | Leader du général |
| - | ------------ | ---------- | ----------------- | --------------------- | ----------------- | ----------------- |
| 1 | 3 juin       | Columbus   | Jeroen van Eck    | Anton Olstam          | Lorenzo Serres    | Jeroen van Eck    |
| 2 | 16 juin      | Volterra   | Lorenzo Serres    | Titouan Perrin-Ganier | Jeroen van Eck    | Lorenzo Serres    |
| 3 | 28 juillet   | Graz       | Daniel Federspiel | Hugo Briatta          | Fabrice Mels      | Jeroen van Eck    |
| 4 | 2 septembre  | Apeldoorn  | Simon Gegenheimer | Titouan Perrin-Ganier | Jeroen van Eck    | Jeroen van Eck    |
| 5 | 16 septembre | Winterberg | Fabrice Mels      | Jeroen van Eck        | Simon Gegenheimer | Jeroen van Eck    |
| 6 | 23 septembre | Anvers     | Lehvi Braam       | Alberto Mingorance    | Anton Olstam      | Jeroen van Eck    |
| 7 | 24 novembre  | Congonhas  | Jeroen van Eck    | Luiz Henrique Cocuzzi | Simon Gegenheimer | Jeroen van Eck    |

| Pos | Coureur               | Pts |
| --- | --------------------- | --- |
| 1.  | Jeroen van Eck        | 263 |
| 2.  | Simon Gegenheimer     | 169 |
| 3.  | Lorenzo Serres        | 160 |
| 4.  | Fabrice Mels          | 124 |
| 5.  | Titouan Perrin-Ganier | 123 |
| 6.  | Anton Olstam          | 111 |
| 7.  | Lehvi Braam           | 89  |
| 8.  | Hugo Briatta          | 79  |
| 9.  | Alberto Mingorance    | 66  |
| 10. | Jay Bytebier          | 60  |

### Femmes
| # | Date         | Lieu       | Vainqueur           | Deuxième            | Troisième          | Leader du général   |
| - | ------------ | ---------- | ------------------- | ------------------- | ------------------ | ------------------- |
| 1 | 3 juin       | Columbus   | Ingrid Bøe Jacobsen | Ella Holmegård      | Jennifer Malik     | Ingrid Bøe Jacobsen |
| 2 | 16 juin      | Volterra   | Ingrid Bøe Jacobsen | Coline Clauzure     | Anna Oberparleiter | Ingrid Bøe Jacobsen |
| 3 | 28 juillet   | Graz       | Anne Terpstra       | Iryna Popova        | Marion Colin       | Ingrid Bøe Jacobsen |
| 4 | 2 septembre  | Apeldoorn  | Lizzy Witlox        | Coline Clauzure     | Ella Holmegård     | Ingrid Bøe Jacobsen |
| 5 | 16 septembre | Winterberg | Iryna Popova        | Ingrid Bøe Jacobsen | Ella Holmegård     | Ingrid Bøe Jacobsen |
| 6 | 23 septembre | Anvers     | Ingrid Bøe Jacobsen | Anna Stray Rongve   | Zoë Mulder         | Ingrid Bøe Jacobsen |
| 7 | 24 novembre  | Congonhas  | Marcela Lima        | Karen Fernandes     | Tânia Pickler      | Ingrid Bøe Jacobsen |

| Pos | Coureuse            | Pts |
| --- | ------------------- | --- |
| 1.  | Ingrid Bøe Jacobsen | 265 |
| 2.  | Ella Holmegård      | 150 |
| 3.  | Iryna Popova        | 138 |
| 4.  | Coline Clauzure     | 118 |
| 5.  | Marta Turoboś       | 93  |
| 6.  | Lizzy Witlox        | 78  |
| 7.  | Anna Stray Rongve   | 66  |
| 8.  | Marcela Lima        | 60  |
| 9.  | Anne Terpstra       | 60  |
| 10. | Margaux Borrelly    | 55  |

## Descente

### Hommes

#### Élites
| # | Date       | Lieu             | Vainqueur      | Deuxième         | Troisième        | Leader du général |
| - | ---------- | ---------------- | -------------- | ---------------- | ---------------- | ----------------- |
| 1 | 22 avril   | Losinj           | Aaron Gwin     | Luca Shaw        | Dean Lucas       | Aaron Gwin        |
| 2 | 3 juin     | Fort William     | Amaury Pierron | Loris Vergier    | Troy Brosnan     | Aaron Gwin        |
| 3 | 10 juin    | Leogang          | Amaury Pierron | Aaron Gwin       | Laurie Greenland | Amaury Pierron    |
| 4 | 8 juillet  | Val di Sole      | Amaury Pierron | Laurie Greenland | Danny Hart       | Amaury Pierron    |
| 5 | 15 juillet | Vallnord         | Loris Vergier  | Amaury Pierron   | Brook MacDonald  | Amaury Pierron    |
| 6 | 12 août    | Mont-Sainte-Anne | Loïc Bruni     | Troy Brosnan     | Danny Hart       | Amaury Pierron    |
| 7 | 25 août    | La Bresse,       | Martin Maes    | Gee Atherton     | Brook MacDonald  | Amaury Pierron    |

| Pos | Coureur          | Pts  |
| --- | ---------------- | ---- |
| 1.  | Amaury Pierron   | 1178 |
| 2.  | Danny Hart       | 884  |
| 3.  | Troy Brosnan     | 860  |
| 4.  | Loris Vergier    | 835  |
| 5.  | Laurie Greenland | 696  |
| 6.  | Brook MacDonald  | 692  |
| 7.  | Loïc Bruni       | 688  |
| 8.  | Luca Shaw        | 649  |
| 9.  | Gee Atherton     | 524  |
| 10. | Connor Fearon    | 511  |

#### Juniors
| # | Date       | Lieu             | Vainqueur       | Deuxième        | Troisième      | Leader du général |
| - | ---------- | ---------------- | --------------- | --------------- | -------------- | ----------------- |
| 1 | 22 avril   | Losinj           | Thibaut Dapréla | Kade Edwards    | Kie A'Hern     | Thibaut Dapréla   |
| 2 | 3 juin     | Fort William     | Kie A'Hern      | Thibaut Dapréla | Kade Edwards   | Thibaut Dapréla   |
| 3 | 10 juin    | Leogang          | Kie A'Hern      | Thibaut Dapréla | Henry Kerr     | Kie A'Hern        |
| 4 | 8 juillet  | Val di Sole      | Thibaut Dapréla | Henry Kerr      | Patrick Butler | Thibaut Dapréla   |
| 5 | 15 juillet | Vallnord         | Thibaut Dapréla | Henry Kerr      | Kie A'Hern     | Thibaut Dapréla   |
| 6 | 12 août    | Mont-Sainte-Anne | Thibaut Dapréla | Kade Edwards    | Henry Kerr     | Thibaut Dapréla   |
| 7 | 26 août    | La Bresse        | Thibaut Dapréla | Henry Kerr      | Kade Edwards   | Thibaut Dapréla   |

| Pos | Coureur         | Pts |
| --- | --------------- | --- |
| 1.  | Thibaut Dapréla | 380 |
| 2.  | Henry Kerr      | 192 |
| 3.  | Kade Edwards    | 191 |
| 4.  | Jamie Edmondson | 186 |
| 5.  | Kye A'Hern      | 100 |

### Femmes

#### Élites
| # | Date       | Lieu             | Vainqueur       | Deuxième        | Troisième       | Leader du général |
| - | ---------- | ---------------- | --------------- | --------------- | --------------- | ----------------- |
| 1 | 22 avril   | Losinj           | Myriam Nicole   | Rachel Atherton | Tahnée Seagrave | Myriam Nicole     |
| 2 | 3 juin     | Fort William     | Tahnée Seagrave | Myriam Nicole   | Rachel Atherton | Myriam Nicole     |
| 3 | 10 juin    | Leogang          | Rachel Atherton | Myriam Nicole   | Tracey Hannah   | Myriam Nicole     |
| 4 | 8 juillet  | Val di Sole      | Tahnée Seagrave | Rachel Atherton | Monika Hrastnik | Rachel Atherton   |
| 5 | 15 juillet | Vallnord         | Tahnée Seagrave | Rachel Atherton | Tracey Hannah   | Rachel Atherton   |
| 6 | 12 août    | Mont-Sainte-Anne | Rachel Atherton | Tahnée Seagrave | Tracey Hannah   | Rachel Atherton   |
| 7 | 26 août    | La Bresse        | Rachel Atherton | Tahnée Seagrave | Myriam Nicole   | Rachel Atherton   |

| Pos | Coureuse            | Pts  |
| --- | ------------------- | ---- |
| 1.  | Rachel Atherton     | 1476 |
| 2.  | Tahnée Seagrave     | 1316 |
| 3.  | Tracey Hannah       | 1055 |
| 4.  | Myriam Nicole       | 810  |
| 5.  | Monika Hrastnik     | 771  |
| 6.  | Marine Cabirou      | 707  |
| 7.  | Emilie Siegenthaler | 476  |
| 8.  | Mariana Salazar     | 436  |
| 9.  | Katy Curd           | 419  |
| 10. | Cécile Ravanel      | 375  |

#### Juniors
| # | Date       | Lieu             | Vainqueur      | Deuxième         | Troisième               | Leader du général |
| - | ---------- | ---------------- | -------------- | ---------------- | ----------------------- | ----------------- |
| 1 | 22 avril   | Losinj           | Valentina Höll | Nastasia Gimenez | Mille Johnset           | Valentina Höll    |
| 2 | 3 juin     | Fort William     | Valentina Höll | Paula Zibasa     | Anna Newkirk            | Valentina Höll    |
| 3 | 10 juin    | Leogang          | Valentina Höll | Nastasia Gimenez | Ottilia Johansson Jones | Valentina Höll    |
| 4 | 8 juillet  | Val di Sole      | Valentina Höll | Anna Newkirk     | Mille Johnset           | Valentina Höll    |
| 5 | 15 juillet | Vallnord         | Valentina Höll | Anna Newkirk     | Mille Johnset           | Valentina Höll    |
| 6 | 12 août    | Mont-Sainte-Anne | Valentina Höll | Samantha Soriano | Mazie Hayden            | Valentina Höll    |
| 7 | 26 août    | La Bresse        | Valentina Höll | Paula Zibasa     | Mille Johnset           | Valentina Höll    |

| Pos | Coureuse         | Pts |
| --- | ---------------- | --- |
| 1.  | Valentina Höll   | 420 |
| 2.  | Anna Newkirk     | 115 |
| 3.  | Paula Zibasa     | 110 |
| 4.  | Nastasia Gimenez | 90  |
| 5.  | Mille Johnset    | 85  |